# Quản lý theo khoa học

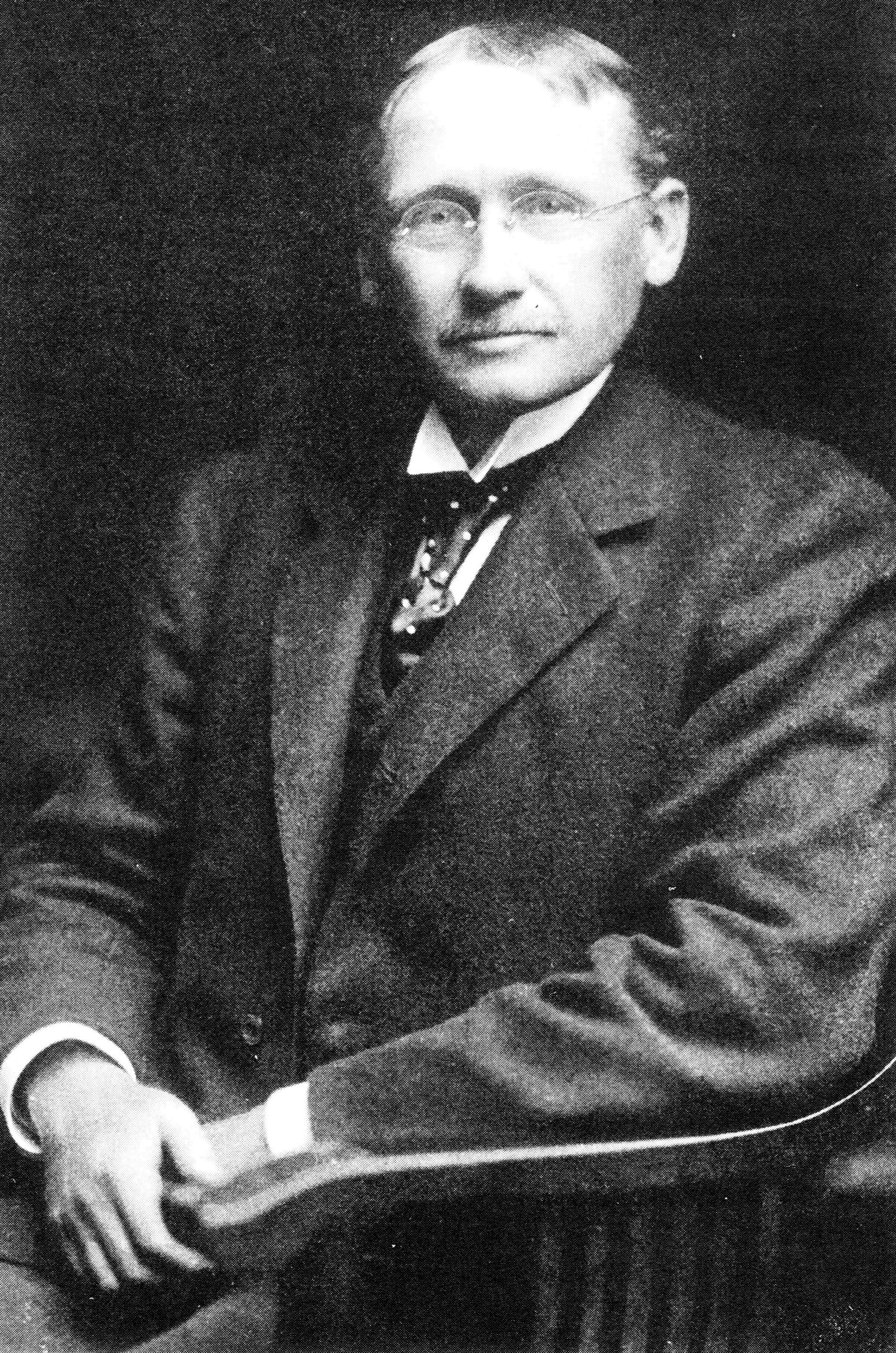
Frederick Taylor 1856-1915

Quản lý theo khoa học (còn được gọi là Chủ nghĩa Taylor– Taylorism, Luật phối hợp cổ điển - Classical Perspective) là lý thuyết quản lý dựa trên quá trình phân tích, tổng hợp các quy trình công việc nhằm nâng cao năng suất lao động (hợp lý hóa lao động). Những ý tưởng cốt lõi của lý thuyết được phát triển trong thập niên 1890 bởi Frederick Winslow Taylor, ông tin rằng các quyết định dựa trên kinh nghiệm truyền thống và quy tắc theo kinh nghiệm (rule of thumb) nên được thay thế bằng cách khai thác chuỗi thao tác chính xác sau khi nghiên cứu cẩn thận các cá nhân trong quá trình làm việc. Lý thuyết của Taylor đạt đến đỉnh cao của nó trong những năm 1910; đến thập niên 1920, cho dù vẫn có ảnh hưởng rộng khắp, nhưng đã bắt đầu có những thuyết mới và các ý kiến đối lập. Mặc dầu lý thuyết Quản lý theo khoa học trở nên lỗi thời dần từ sau những năm 1930, những nội dung cơ bản nhất của lý thuyết, bao gồm ý tưởng về phân tích, tổng hợp, lập luận, cũng như về tinh thần lao động của nhân công, vẫn có vai trò quan trọng trong nhiều ngành công nghiệp cũng như phương pháp quản lý ngày nay.

## Nội dung và bối cảnh
Khái niệm cơ bản của lý thuyết được xây dựng bởi Taylor trong những thập niên 1880 và 1890, xuất bản lần đầu trong công trình Shop Management vào năm 1903 và The Principles of Scientific Management (1911).
Khi đang làm đốc công và thợ máy tiện ở Midvale Steel, Taylor nhận ra sự khác biệt bẩm sinh, hình thành bởi nhiều yếu tố như tài năng, trí thông minh, hay động lực, của các nhân công khác nhau thì khác nhau. Ông là một trong những người tiên phong áp dụng khoa học vào tình huống này, thật vậy, hiểu lý do và phương thức để có dung hòa những khác biệt giữa khả năng của nhân công, qua đó sắp xếp họ vào vị trí phù hợp, rồi nhân rộng sang những nhân công khác, bằng cách tạo ra các tiêu chuẩn. Ông cho rằng, kinh nghiệm truyền thống và quy tắc theo kinh nghiệm nên được thay thế bằng cách khai thác chuỗi thao tác chính xác, với mục đích tăng năng suất lao động và giảm bớt những cố gắng của nhân công.
Lý thuyết Quản lý theo khoa học dựa trên sự điều hành chặt chẽ đối với nhân công của người quản lý. Chính vì thế, phương pháp này yêu cầu nhiều quản lý viên hơn so với các phương pháp cũ. Sự khác biệt này phân biệt nhóm những người quản lý dựa trên sự chi tiết trong công việc, khả năng xoay xở, và những người quản lý chỉ đơn thuần misguided micromanagement, và hơn thế nữa, gây ra sự xích mích giữa lao công và quản lý, cũng như sự căng thẳng giữa các giai cấp xã hội, giữa giới lao động chân tay và giới lao động trí óc.

### Định nghĩa
Taylor được coi như là cha đẻ của lý thuyết "Quản lý theo khoa học". Thế nhưng, dù thuật ngữ "Quản lý theo khoa học" và "Chủ nghĩa Taylor" có nghĩa gần tương đương nhau , các nghiên cứu coi "Chủ nghĩa Taylor" chỉ là "nền tảng" của lý thuyết, và trong nhiều trường hợp, Luật phối hợp cổ điển (ám chỉ lý thuyết có tầm quan trọng đến các thuyết hiện đại, cho dù nó không còn quá "tối tân nữa"). Ban đầu, Taylor gọi cách tiếp cận của mình là "shop management" và "process management". Năm 1910, khi Louis Brandeis phổ biến tên gọi "Quản lý theo khoa học", Taylor nhận ra nó phù hợp hơn cho ý tưởng của mình, và ông bắt dùng nó trong chuyên khảo năm 1911 của mình.
Năm 1918, một tổ chức nghiên cứu gọi là "Masaryk Academy of Work" (Tomáš Garrigue Masaryk Academy of Labour) được thành lập tại Praha để nghiên cứu vấn đề này.

## Ảnh hưởng lớn nhất tới nền kinh tế
Khoa học quản lý là quan trọng nền tảng của hiệu quả kinh tế, nó được ứng dụng trong thế kỷ 19 và 20 trong cuộc sống của con người khắc phục sự thiếu hụt, và sử dụng theo chủ nghĩa kinh nghiệm quyết định vấn đề gì xảy ra, trong phần này nói thêm về sử ảnh hưởng lớn trong nền kinh tế đó là nghiên cứu chuyển động theo thời gian, và hiệu quả của sự chuyển động, Fordism, điều hành quản lý, điều hành toàn phần, khu công nghiệp, nhà máy sản xuất, logistíc, quản lý kinh doanh, lean manufacturing và sixsigma. Chúng quyết định nhiều tới sản xuất

## Tổng quan

### Các nguyên tắc chính:
- Khai triển khoa học.
- Tuyển chọn công nhân một cách khoa học.
- Đào tạo khoa học và triển khai cho người lao động.
- Hợp tác mật thiết và thân thiện giữa người quản lý với người lao động.

### Đóng góp
- Phương pháp tiếp cận khoa học để thúc đẩy tiến bộ và quản lý doanh nghiệp
- Tầm quan trọng của điều chỉnh hiệu suất
- Bắt đầu có những nghiên cứu cẩn thận về phân công lao động và vai trò trong hoạt động tác nghiệp.
- Tầm quan trọng của các tiêu chí lựa chọn

### Yếu tố
- Người lao động được xác định rõ trách nhiệm/thẩm quyền một cách chính thức
- Địa vị được đặt theo thứ bậc và quản lý theo chiều dọc (cấp dưới thuộc sự quản lý của cấp cao hơn).
- Lựa chọn kỹ năng kỹ thuật, chuyên môn hay kinh nghiệm
- Hoạt động và quyết định được ghi lại cho phép ghi nhớ và thực hiện liên tục.
- Quản lý có sự khác nhau dưới góc độ quyền sở hữu và cơ cấu tổ chức.
- Quản lý dựa trên nguyên tắc /chuỗi thủ tục cho phép dự đoán chắc chắn/xác thực hành vi.

## Phương pháp sản xuất hàng loạt
Phương pháp sản xuất hàng loạt còn được gọi phương pháp sản xuất theo dây chuyền do Henry Ford ứng dụng lý thuyết của Taylor vào hệ thống dây chuyền sản xuất ôtô con của ông ta. Cho nên chủ nghĩa Taylor (thuyết Taylor) thường được đề cập cùng với chủ nghĩa Ford (hay thuyết Ford), bởi vì nó đã được liên kết chặt chẽ với phương pháp sản xuất hàng loạt trong các xưởng sản xuất. Phương thức (phương pháp) Taylor là tên riêng dành cho phương thức quản lý theo khoa học của ông.
Taylor giới thiệu nhiều khái niệm mà không được đương thời chấp nhận rộng rãi. Ví dụ, bằng cách quan sát công nhân, ông nhận định rằng công việc lao động cần có cả thời gian giải lao, để công nhân có thể hồi phục lại sức lực sau thời gian lao động mệt mỏi. Ông kiểm chứng điều này với các công việc của nghề bốc xếp quặng: công nhân đã được đào tạo cách tận dụng thời gian còn lại sau giải lao để làm việc, và sản lượng tăng lên đáng kể. 

## Phê bình
Mặt trái của thuyết Taylor này là ở chỗ: Định mức lao động ngặt nghèo đòi hỏi công nhân phải làm việc cật lực. Công nhân bị gắn chặt với dây chuyền sản xuất, làm việc như người máy biết nói. Tâm sinh lý của họ bị biến dạng, nhân cách khủng hoảng.
Việc ứng dụng quản lý theo khoa học đôi khi gặp thất bại bởi hai khó khăn cố hữu: 
- Nó không kể đến sự khác biệt cá nhân, đó là việc cách thức làm việc hiệu quả nhất cho người này có thể lại kém hiệu quả cho người kia;
- Nó không xét tới thực tế là những lợi ích kinh tế của người lao động và nhà quản lý là hiếm khi trùng nhau,

## Di sản
taylor đã để lại cho ngành khoa học quản lý một học thuyết với nhiều ý nghĩa có tính ứng dụng trong thực tế trong công tác quản lý sản xuất. không chỉ cho xã hội đương thời mà còn có những ứng dụng cho xã hội hiện đại ngày nay.

### Tiếng Anh
- Những nguyên lý quản lý theo khoa học Lưu trữ ngày 25 tháng 2 năm 2009 tại Wayback Machine
- Frederick Winslow Taylor và Quản lý theo Khoa học - Họ và văn bản trực tuyến Lưu trữ ngày 20 tháng 4 năm 2009 tại Wayback Machine
- Frederick Taylor và Quản lý theo Khoa học
- Tuyển tập đặc biệt – Tuyển F.W. Taylor Lưu trữ ngày 18 tháng 3 năm 2013 tại Wayback Machine